# Eddy Florentin
Eddy Florentin, né le 27 mai 1923 à Constantinople (Istanbul) et mort le 1er avril 2012 à Paris, ancien résistant, a poursuivi une carrière de  journaliste et d'historien. Il est l'auteur d'une somme d'ouvrages sur la Seconde Guerre mondiale en France et plus particulièrement sur la bataille de Normandie, qui s'étend de juin à aout 1944.

## Biographie
Durant la Seconde Guerre mondiale, il est affecté à la Sixième, branche clandestine des Éclaireurs israelites de France après leur dissolution décidée par le gouvernement de Vichy et participe à ce titre à la Résistance, sous le pseudonyme de « Flamant ». Il s'agit d'organiser les sauvetages d'enfants juifs, ainsi que la distribution de faux papiers. 
Alors qu'il se préparait avec son groupe aux combats pour la Libération de Paris, il est arrêté le 18 juillet 1944, à la suite d'un traquenard tendu par la Gestapo, torturé rue de la Pompe, puis conduit à la prison de Fresnes. Il est par la suite déporté avec plusieurs responsables du groupe parisien de l'Organisation juive de combat, qualifiés de terroristes, par le dernier convoi à quitter Paris, le Convoi 79, sur les ordres du capitaine S.S. Aloïs Brünner, le 17 août 1944, de Drancy vers Auschwitz. Il a 21 ans. Il s'évade du train avec douze autres déportés, dont Jacques Lazarus, chef du groupe, Jean Frydman, futur fondateur d'Europe 1, et le rabbin René Kapel, à Morcourt (Aisne), le 21 août 1944. 
Après la Libération, il commencera une carrière de speaker tout d'abord à la RTF, puis deviendra journaliste à l'ORTF, rédacteur en chef de la revue interne destinée aux personnels techniques Micros et caméras jusqu'à la dissolution de l'ORTF.
Ses actions de combattant ont fait de lui un Officier de réserve, multi-décoré : Croix du combattant 39-45, Croix du combattant volontaire de la Résistance, médaillé Déporté de la Résistance, médaillé des évadés. 
Par ailleurs, son travail d'historien lui vaudra de recevoir la Légion d'honneur, en tant que chevalier.
Il sera également décoré de l'ordre polonais de la Polonia Restituta, seconde décoration civile polonaise, pour avoir retracé dans ses ouvrages l'encerclement de la poche de Falaise par les blindés polonais du général Maczek en 1944.
Outre ses ouvrages publiés, il est l'auteur d'innombrables conférences et articles sur la Seconde Guerre mondiale dans des revues spécialisées telles qu' Historama, Historia, Dossiers de l'Histoire, Terres d'Histoire, Miroir de l'Histoire, Gazette des Armes, Conflits du XXe siècle, Revue de la 2de Guerre Mondiale, Normandie Magazine, etc.. 
Il rédige également les textes sur le Débarquement et la Libération dans le Guide du Routard Normandie (textes cautionnés par le conseil régional de Basse-Normandie) et sera le conseiller historique de nombreux films et séries de télévision (6 Juin 1944, la liberté. FR3 Normandie), ainsi que d'un certain nombre de musées du Débarquement et de la bataille de Normandie (dont le Musée août 44, à Falaise) et d'un CD-ROM Les 100 jours du 6 Juin, Normandie Terre Liberté, CD-Rom officiel du conseil régional de Basse-Normandie.

## Publications
- Stalingrad en Normandie. première édition 1964, Presses de la Cité. Quinze rééditions. Dernière édition 2002 Perrin. Traduction en langue anglaise : The Battle of the Falaise Gap. Elek Publishers (London). Ryerson Press (Toronto). The Ministry of Defence (Ottawa). Hawthorn Publishers (New York). Traduction en langue polonaise Kociol Falaise. M.O.N. (Varsovie)
- Les cinq plages du 6 juin 1944, Historia, 1984. traduction anglaise : The five D Days beaches
- Le Havre 44 à feu et à sang, Paris, Presses de la Cité, 1985  (ISBN 2-258-01655-X)
- Quand les Alliés bombardaient la France, 1940-1945, Perrin, 1997  (ISBN 978-2-262-01210-6).
- La Bataille de Normandie t. I  Stalingrad en Normandie - la destruction de la VIIe armée allemande (30 juillet-22 août 1944), Presses de la Cité
- La Bataille de Normandie t. II Opération Paddle - La Poursuite. (17 au 20 août 1944), Presses de la Cité ; Rééd. Perrin 2005
- La Bataille de Normandie t. II I La Rückmarsh (du 21 au 24 août 1944), Presses de la Cité
- La Bataille de Normandie t.IV Montgomery franchit la Seine  (25 et 26 août 1944), Presses de la Cité
- La bataille de Normandie t. V. Le Havre 44 à feu et à sang (du 31 août au 2 septembre 1944), Presses de la Cité
- Le Guide des plages du débarquement, 1984, Presses de la Cité, suivi du Nouveau Guide des plages du débarquement et de la bataille de Normandie (6 juin-2 septembre 1944). 17 itinéraires automobiles à travers les 100 jours de la bataille. (rééd. augmentée 2003. co-éd. Perrin-Memorial de Caen. Grand Livre du Mois.
- Les Rebelles de La Combattante, Flammarion, 1998 ; réed. Perrin, 2003 ; Réed. Ancre de marine. L'ouvrage a reçu la Première Médaille de l'Académie de Marine(1999). Mention du Jury du prix littéraire du Comité d'Action de la Résistance (1999). Mention spéciale du Jury du Prix Littéraire du Comité d'Action de la Résistance(1999). et figure dans la liste des ouvrages à la lecture recommandée pour le Concours national de la Résistance des lycées et collèges en 2001.
- 11 novembre 1942 - L'invasion de la France Libre, Perrin, 2000.
- Les Bérets verts français du 6 juin 1944, (en collaboration avec Philippe Kieffer). France-Empire. Prix de la Société d'Entr'aide de la Légion d'honneur
- Paris Libéré (en collaboration avec Philippe Ragueneau). Prix de la Société d'entraide de la Légion d'honneur.
- La Bataille de Normandie, fresque encyclopédique,  éd. Ouest-France/Memorial de la Paix/Edilarge. Traduction The Battle of Normandy
- Exécutez l'Air Commodore. Menaces sur le débarquement (préface de Jean Mattéoli, président de la Fondation de la Résistance), Flammarion, 2001  (ISBN 978-2080681751).
- La nuit du 8 settembre 1943. Ouvrage consacré à l'exode des réfugiés et assignés juifs de Saint-Martin-Vésubie vers l'Italie au lendemain de la capitulation italienne. Introduction de Jean-Louis Panicacci et Alberto Cavaglion  (ISBN 978-2-9548224-0-2)

## Distinctions
- Chevalier de la Légion d'honneur
- Médaille de la Résistance française
- Croix du combattant
- Croix du combattant volontaire de la Résistance
- Médaille des évadés
- Officier de l'ordre Polonia Restituta